# Val Thorens
Koordinaten: 45° 18′ N, 6° 35′ O

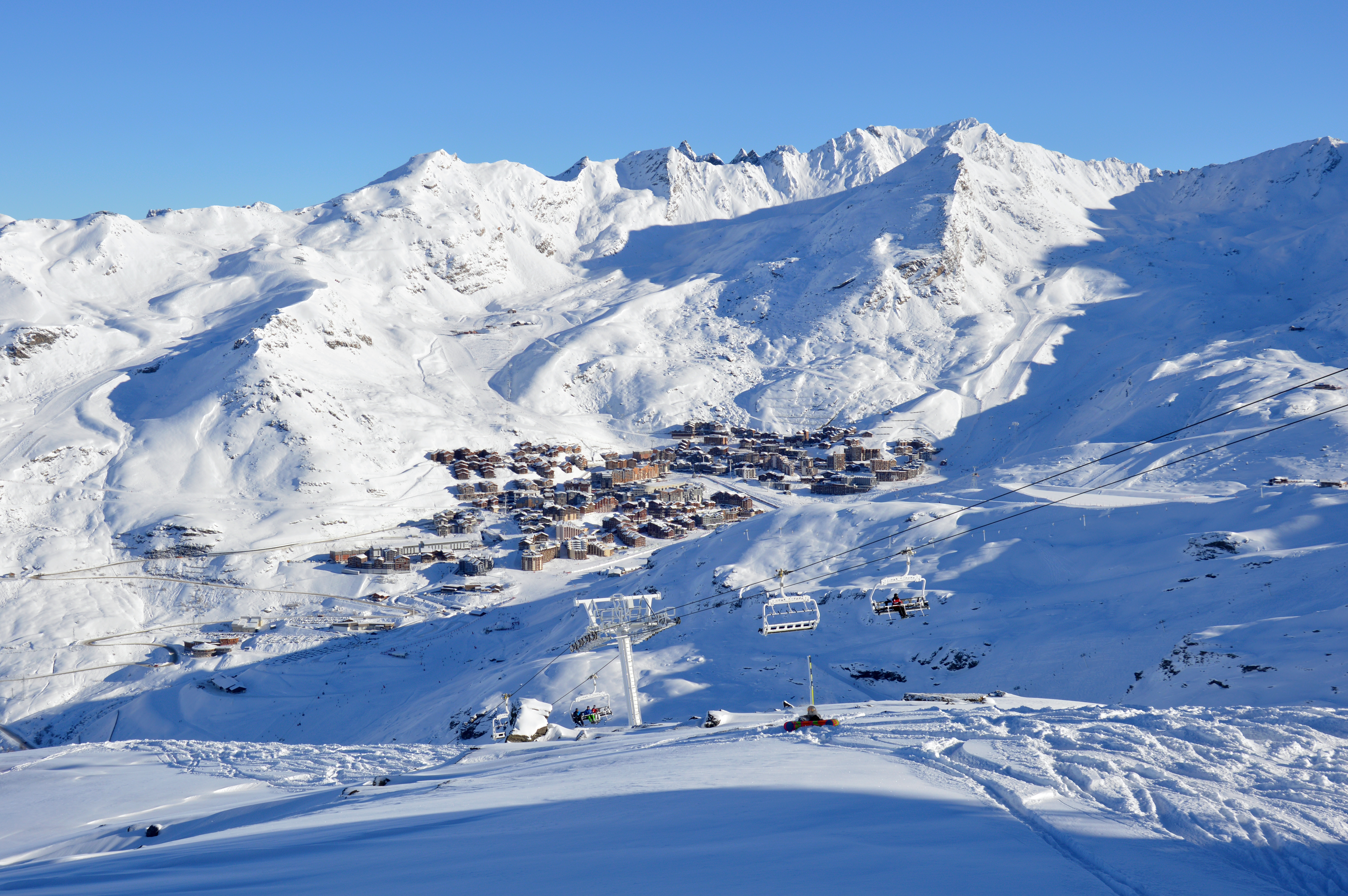
Val Thorens im Winter (2022)

Val Thorens im Winter mit dem Mont Blanc im Hintergrund

Val Thorens ist ein Wintersportort in der französischen Region Auvergne-Rhône-Alpes. Politisch gehört Val Thorens zu Saint-Martin-de-Belleville im Département Savoie. Er liegt auf 2300 m Höhe und ist somit der höchstgelegene Wintersportort in Europa. 

## Wintersport
Das Skigebiet von Val Thorens gehört zum Skiverbund Trois Vallées, der mit 600 km Pisten und mehr als 180 Liften als größtes Skigebiet der Welt gilt. Das Skigebiet Val Thorens selbst umfasst 68 Abfahrten mit 140 Pistenkilometern, die von 29 Anlagen erschlossen werden. Von 2013 bis 2020 wurde es bei den World Ski Awards zum besten Skigebiet der Welt gewählt. (2015 Kitzbühel, sonst jedes Jahr)
Val Thorens zeichnet sich durch seine Schneesicherheit und einen umfassenden Ausblick von der Cime de Caron in 3200 m Höhe aus. Der tiefste Punkt, der mit dem Skipass von Val Thorens befahren werden darf, ist die Talstation des Sesselliftes Plan de l’Eau auf 1800 m. Der höchste Punkt die Bergstation des Bouchet mit 3230 m. Val Thorens ist das Gebiet mit der weltweit höchsten Dichte an Funitels.
Bekannt wurde Val Thorens in Deutschland durch die Boarderweek, die seit 1997 jährlich zur Saisoneröffnung im Dezember stattfindet. Seit 2012 macht auch der SkiCross Weltcup im Dezember jährlich Station in Val Thorens. 

## Tour de France
Im Jahr 1994 fand in Val Thorens eine Bergankunft (2.275 Meter) der Tour de France statt. Es gewann damals Nelson Rodríguez die 17. Etappe. Der Anstieg begann in Moûtiers (481 m) und führte über 36 Kilometer zum Skiort hinauf. Dabei waren demnach 1794 Höhenmeter zu überwinden, was einer Durchschnittssteigung von 5,2 Prozent entspricht. Eingestuft war der Anstieg mit der höchsten Schwierigkeit HC.
Im Jahr 2019 war Val Thorens erneut als Bergankunft (2.365 Meter) der vorletzten Etappe auf dem Programm, der durch den Italiener Vincenzo Nibali gewonnen wurde. Der Anstieg begann diesmal südlich bei Moûtiers an der Departement-Straße D 915/D 96 (522 m) und führte 33,4 km zum Skiort hinauf. Dabei mussten 1843 Höhenmeter überwinden werden, was einer Durchschnittssteigung von 5,4 Prozent entspricht. Der Anstieg war wieder mit der höchsten Schwierigkeit HC eingestuft.